# Entérocyte

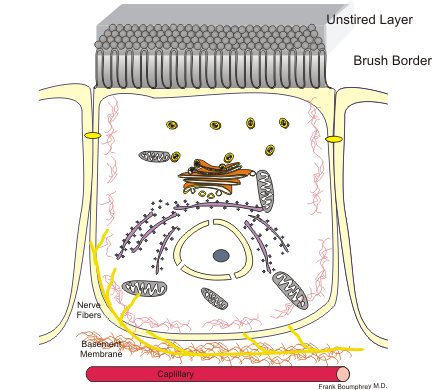
Cellule entérocyte

Les entérocytes sont un des quatre principaux types de cellules de l'épithélium intestinal, au sein de la muqueuse intestinale. Ils proviennent de la division asymétrique (en) de cellules somatiques.

## Description
Les entérocytes ou cellules absorbantes ont pour rôle d'absorber les lipides, glucides ou autres produits issus de la dégradation des aliments. Des enzymes sont localisées dans leur membrane plasmique apicale ou dans les mailles du glycocalyx se situant sur leur face externe. 
Dans le côlon et l'appendice, on parle de colonocytes. Lorsque la nourriture prédigérée arrive dans cette zone, les nutriments et acides aminés ont déjà été extraits : il ne reste que du sel et de l'eau à absorber.
Ces cellules sont cylindriques avec, à leur pôle apical, un plateau strié de microvillosités. Leur cytoplasme est riche en réticulum endoplasmique lisse, ce dernier jouant un rôle dans l'absorption des lipides. Une fois absorbés, les lipides passent dans l'appareil de Golgi, dans lequel ils fusionnent avec des lipoprotéines, afin de former des chylomicrons. Les chylomicrons sont ensuite transportés vers la membrane latérobasale de la cellule pour rejoindre les vaisseaux lymphatiques. Les entérocytes sont situés à la surface de replis de la paroi intestinale, les cryptes et les villosités intestinales.
Il constitue le modèle d'étude des jonctions cellulaires puisqu'il présente les cinq jonctions : jonction serrée, jonction communicante, zonula adhérence, desmosome et hémidesmosome.

## Rôle

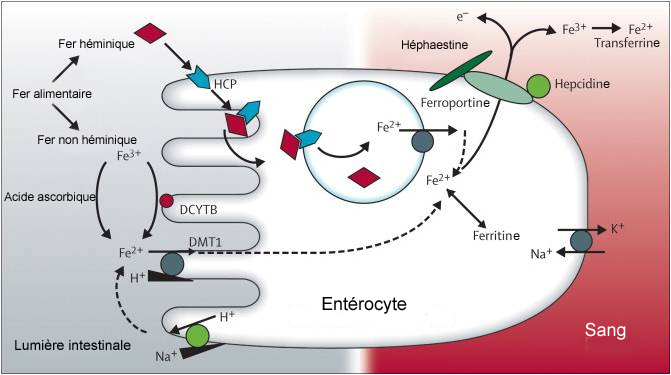
Métabolisme du fer

Ils sécrètent la β(1→4)D-galactosidase, ou lactase, capable d'hydrolyser le lactose. Cette enzyme va reconnaître le lactose qui engagera alors son carbone hydroxy-hémiacétalique mais aussi la forme anomérique (bêta) de cet ose (ici le lactose).
Ils sont un constituant majeur de l'épithélium intestinal.

Les principales pathologies atteignant les entérocytes sont les entérites infectieuses aiguës et l'atrophie chronique de la muqueuse, notamment des villosités intestinales (dans la maladie cœliaque ou intolérance au gluten).